# Ruwanwelisaya
Le Ruwanwelisaya est un stupa (ou dagoba) situé au Sri Lanka dans le district d'Anuradhapura de la province du Centre-Nord. 
Considérée comme sacrée par de nombreux bouddhistes du monde entier, cette célèbre structure hémisphérique est censée contenir des reliques de Bouddha.

## Histoire
Elle a été construite sous le règne du roi singhalais Dutugemunu, qui régna sur tout le Sri Lanka après une guerre au cours de laquelle le roi tamoul Ellalan de la Dynastie Chola fut vaincu.
C'est l'un des Solosmasthana (en) (les 16 lieux de vénération) et l'un des Atamasthana (en) (les 8 lieux de vénération dans l'ancienne ville sacrée d'Anurâdhapura). 
Le Ruwanwelisaya, Grand Stûpa ou Swarnamalee Chetiya, a été destiné à abriter le bol à offrandes du Bouddha. La construction commença le jour de la pleine lune de Vesak (traditionnellement la date de la naissance, de l'illumination et de la disparition du Bouddha) avec la création d'une fondation de rocs broyés. Pour enfoncer les pierres, on les fit piétiner par des éléphants chaussés de cuir. 
Dutugemunu aurait surveillé personnellement les travaux, en particulier la construction de la chambre des reliques et l'enfouissement du bol lui-même. La dédicace du stûpa est décrite dans le vingt-neuvième chapitre du Mahavamsa, qui recense les visites des délégations de plusieurs régions de l'Inde, ainsi qu'une délégation de 30 000 moines d'Alexandrie du Caucase, sous la conduite du moine indo-grec Mahadharmaraksita (en).

## Description
Ce stupa est l'un des monuments religieux les plus hauts du monde, avec une hauteur de 103 m et une circonférence de 290 m. La plateforme carrée de 143 m de côté qui supporte le stupa est décorée de centaines d'éléphants. De petites stupas sont disposées aux 4 angles de la plateforme. 
Des bâtiments annexes sont réservés aux moines et à l'exposition de statues de Bouddha et du roi Dutugemunu.
Le stupa était en ruine au XIXe siècle. Après une de collecte de fonds, elle a été rénovée au début du XXe siècle par la Ruwanveli Seya Restoration Society (fondée en 1902) et le couronnement final du stupa a eu lieu le 17 juin 1940. Soixante millions de briques ont été nécessaires pour recouvrir le dôme.

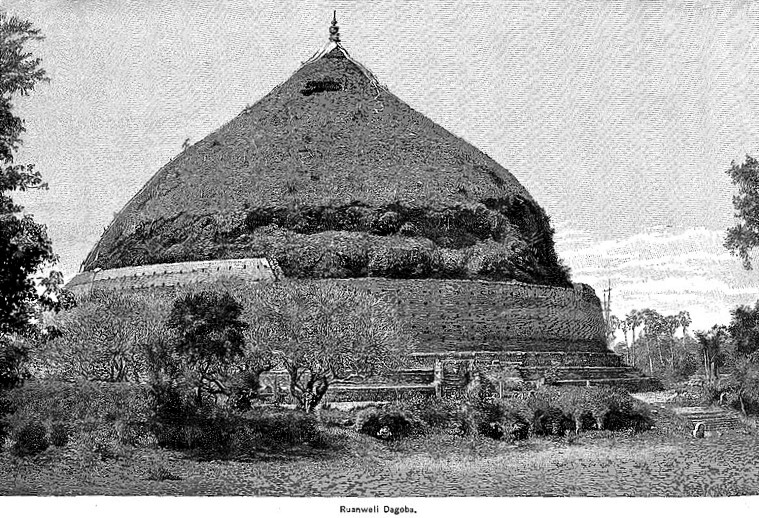
Ruwanweli saya en 1891
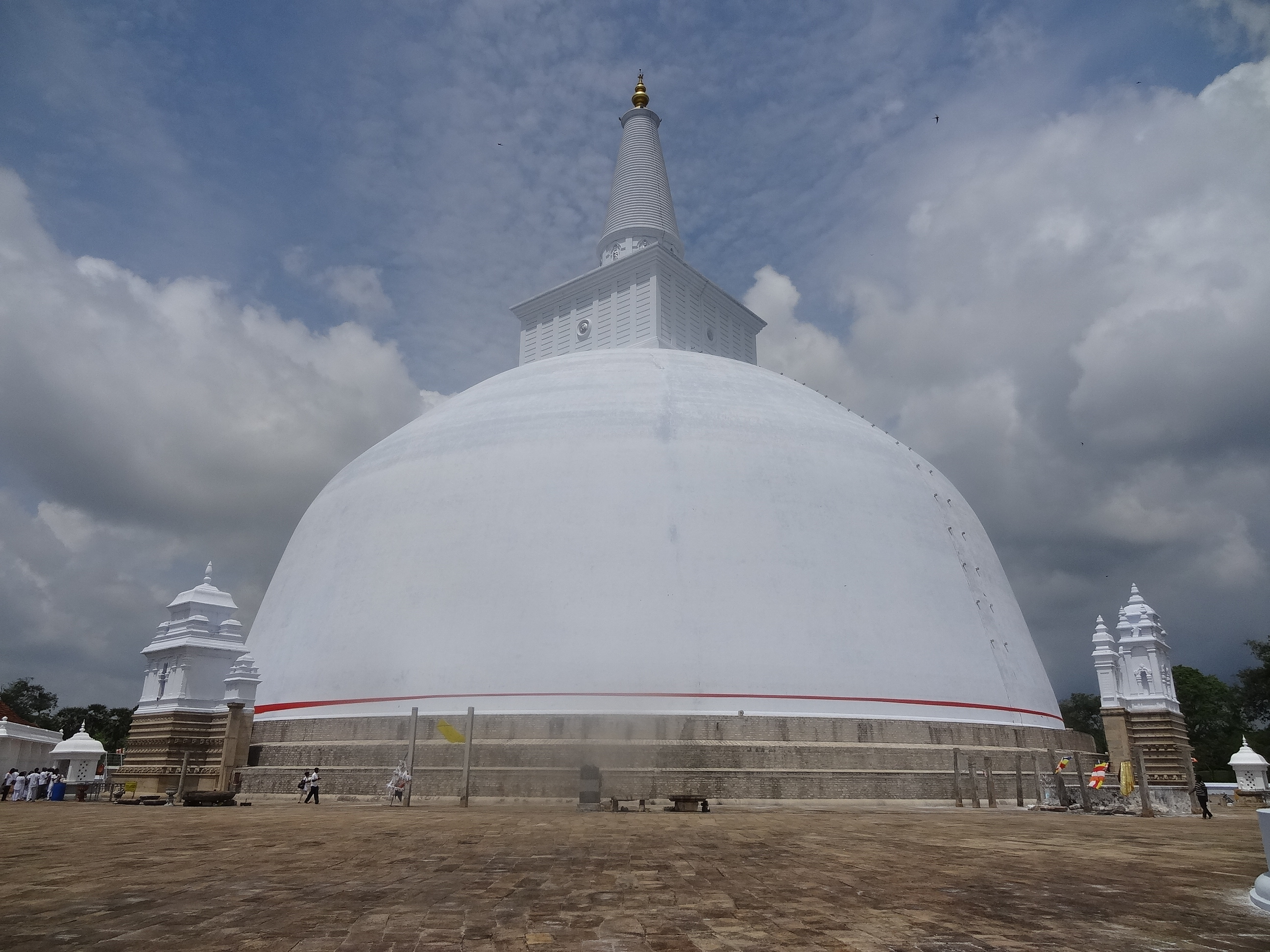
Ruwanweli saya
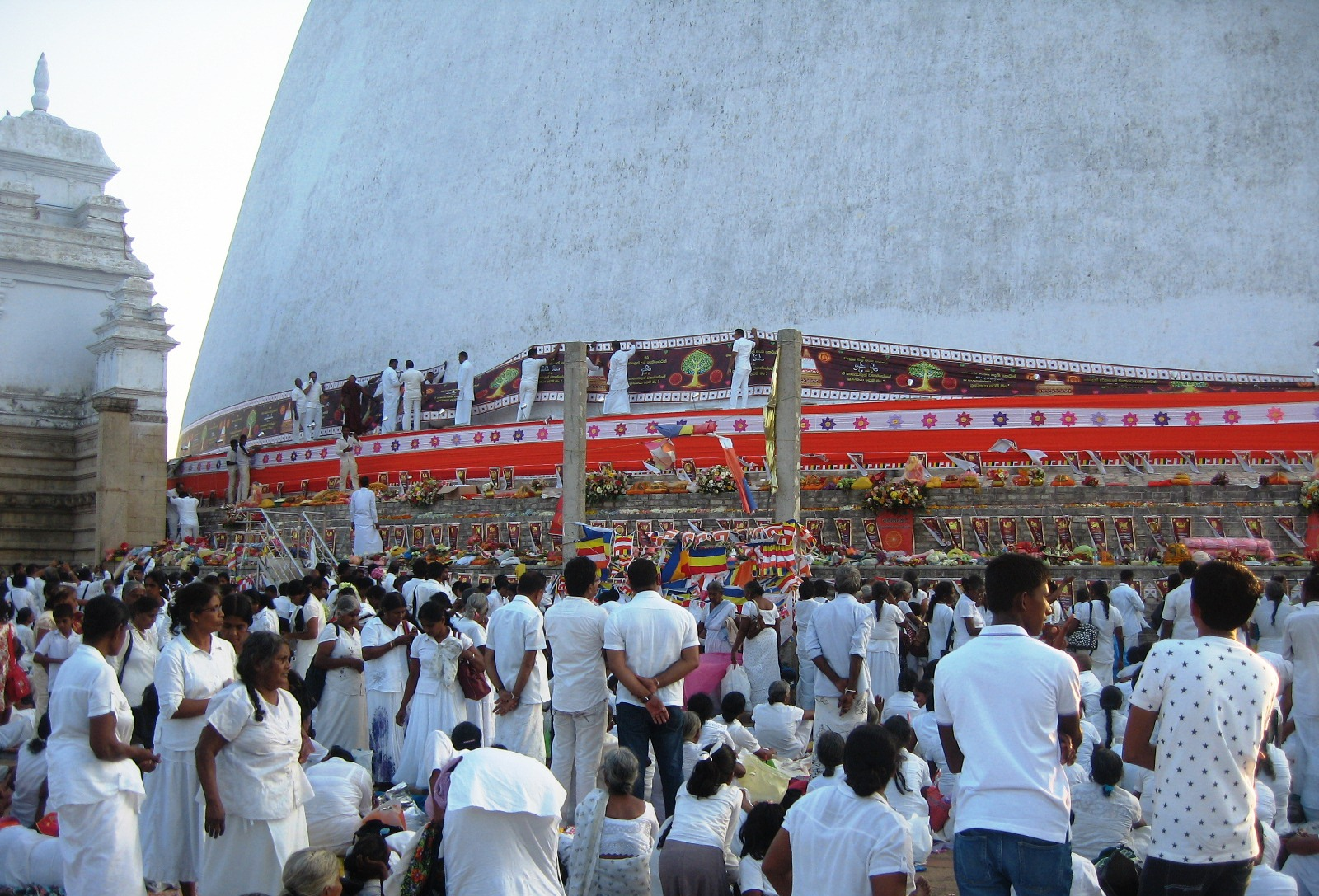
Pélerins au pied du stupa
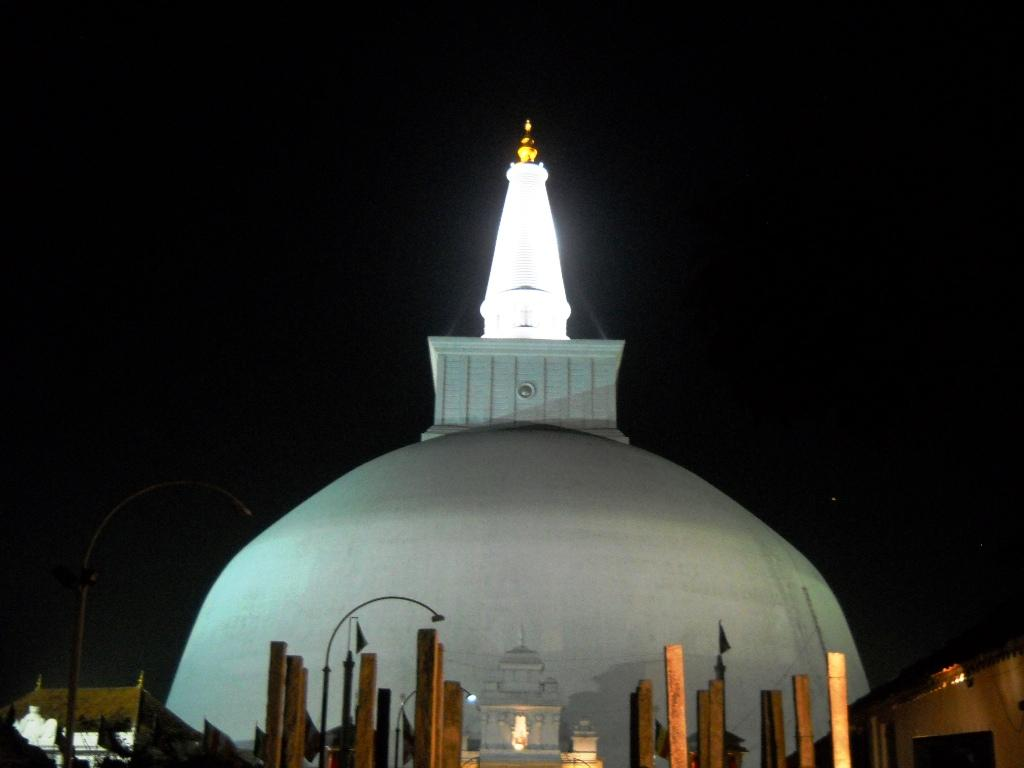
Le stupa de nuit
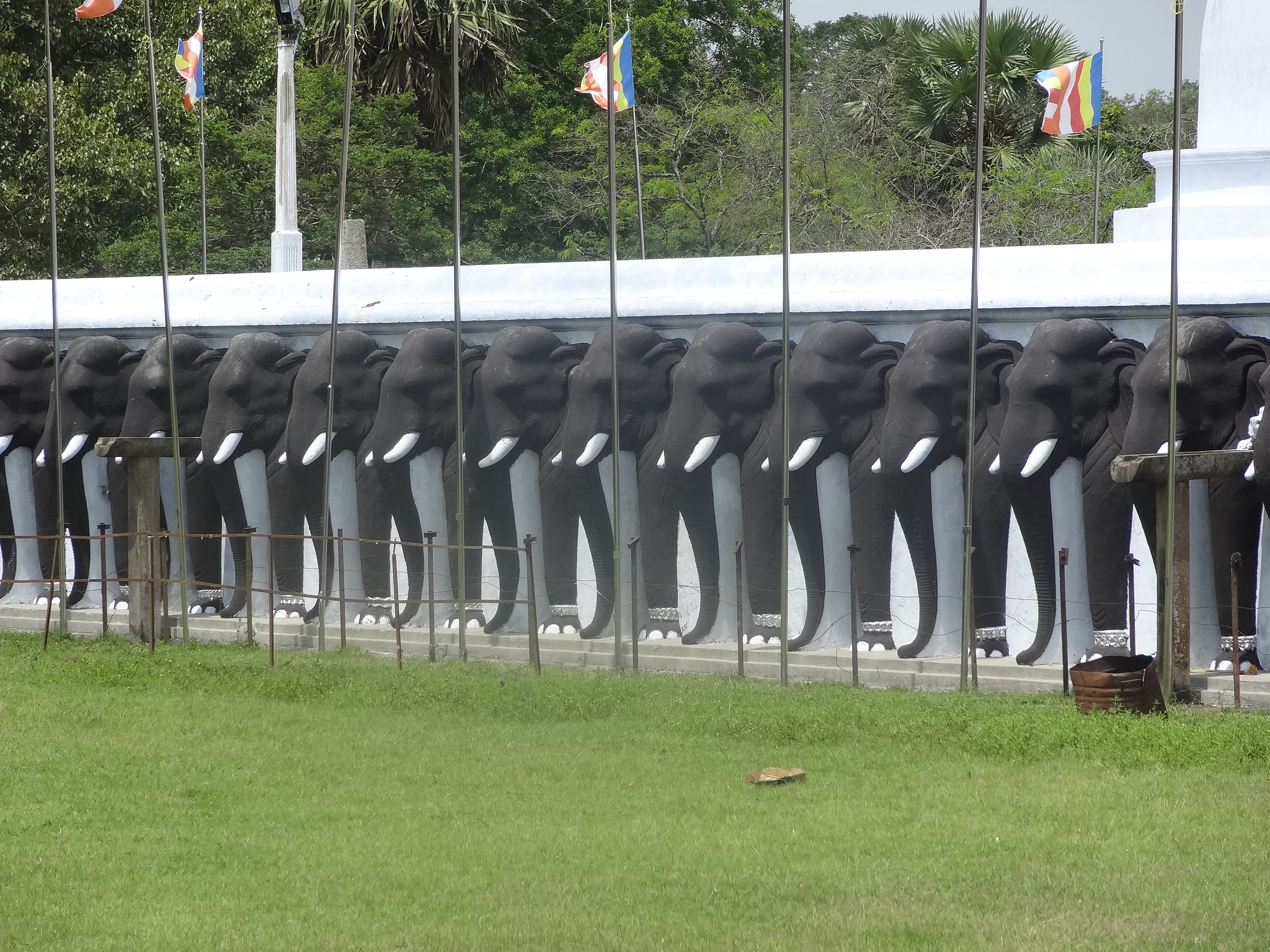
Les éléphants portent le stupa
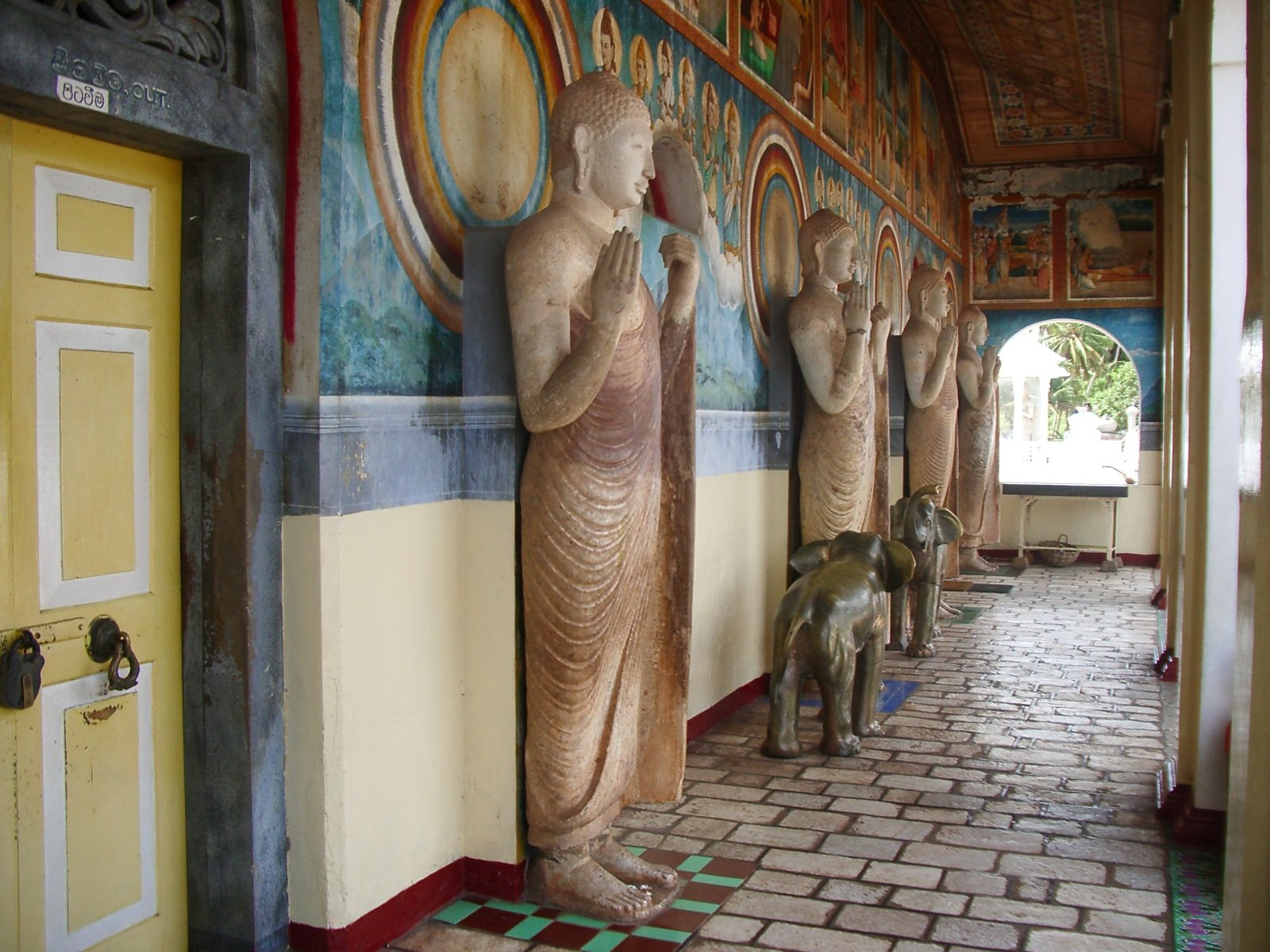
Statues de Bouddha à l'entrée du monastère